# تشارلز ر. ويلسون
تشارلز ر. ويلسون (بالإنجليزية: Charles R. Wilson)‏ هو محامي وقاضي أمريكي، ولد في 14 أكتوبر 1954 في بينساكولا في الولايات المتحدة.

## وصلات خارجية
- تشارلز ر. ويلسون على موقع إن إن دي بي (الإنجليزية)